# Rozdrabniacze
Rozdrabniacze – funkcjonalna grupa troficzna bezkręgowców wodnych, odżywiająca się dużymi fragmentami (powyżej 1 mm) detrytusu (CPOM) lub roślin wodnych. W wyniku ich pokarmowej aktywności następuje rozdrobnienie materii organicznej i zwiększenie FPOM.
Zasoby pokarmowe – niezdrewniała CPOM, liście wraz z bakteriami i grzybami na nich rozwijającymi się.
Sposób odżywiania się – przeżuwanie i drążenie.
Przykłady rozdrabniaczy: chruściki (Limnephilus, Halesus, Anabolia), widelnice, skorupiaki, muchówki, ślimaki.
Wyróżnia się czasem także grupę rozdrabniaczy-zgryzaczy, których zasobami pokarmowymi jest zdrewniała CPOM, wraz z mikroorganizmami (grzyby, bakterie). Zjadane są warstwy powierzchniowe. Należą tu niektóre muchówki, chrząszcze wodne i chruściki.